# 좋은 아침입니다
《좋은 아침입니다》는 평일 오전 7시부터 8시까지 방송하는 극동방송의 라디오 프로그램이다.

## 역대 진행자
- 남현용

## 진행
- 송옥석, 박자연, 이하영, 김겸[1][2]

## 코너소개
1. ↑  “홈”. 2024년 2월 20일에 확인함.
2. ↑  “코너소개”. 2024년 2월 20일에 확인함.